# The Penalty (película de 1920)
Existen otras películas con idéntico título original. (Véase The Penalty).
The Penalty es una película muda estadounidense de 1920 del género de suspenso basado en la novela barata homónima de Gouverneur Morris, dirigido por Wallace Worsley y con la actuación de Lon Chaney, que tuvo que llevar un doloroso arnés para dar la sensación de que le habían sido amputadas las piernas.

## Argumento
Un médico amputa las piernas a un niño sin que sea necesario producto de una negligencia. Ya adulto, el que había sido su paciente, que ahora es un gánster, decide vengarse.

## Reparto
- Charles Clary - Dr. Ferris
- Doris Pawn - Barbary Nell
- James Mason - Frisco Pete
- Lon Chaney - Blizzard
- Milton Ross - Lichtenstein
- Ethel Grey Terry - Rose
- Kenneth Harlan - Dr. Wilmot Allen
- Claire Adams - Barbara Ferris

## La película
Una copia de The Penalty está en la colección de películas de George Eastman House.